# Юго-восток Украины
Ю́го-восто́к Украи́ны (укр. Південний Схід України), или Ю́го-восто́чная Украи́на (укр. Південно-східна Україна) — один из макрорегионов Украины, которому примерно соответствуют территории Крыма, Запорожской, Николаевской, Одесской, Херсонской, Днепропетровской, Харьковской, Донецкой и Луганской областей (недоступная ссылка).
По мнению Александра Демченко, Юго-восток Украины как регион собственных политических и общественных настроений украинских граждан стал выделяться в 2000-х годах — после парламентских выборов 2002 и 2007 годов, а также прошедших в три тура президентских выборов 2004 года. После Евромайдана 2014 года такое разделение исчезло и выделился только восток Украины — Донбасс.

## География
Внутри юго-востока Украины могут выделяться субрегионы:
- Южная Украина или причерноморский регион (Одесская, Николаевская и Херсонская области, а также Крым)
- Восток Украины — пояс промышленных областей (Харьковская, Запорожская и Днепропетровская области, Донецкая и Луганская области)

## История

### В советские времена
Вследствие проводимой во времена СССР русификации Украины доля украиноязычных в населении Украинской ССР значительно уменьшилась, а доля русскоязычных — возросла. Доля считающих украинский язык родным в населении между 1959 и 1989 гг. сократилась с 73,0 % до 64,7 %. Особенно заметным было сокращение доли считающих украинский язык родным в южных и восточных областях: в Луганской области — на 15,6 % (с 50,5 % до 34,9 %), в Донецкой области — на 13,8 % (с 44,4 % до 30,6 %), в Запорожской области — на 11,7 % (с 61,0 % до 49,3 %), в Харьковской области — на 10,7 % (с 61,2 % до 50,5 %), в Днепропетровской области — на 10,6 % (с 72,1 % до 61,5 %), в Николаевской области — на 9,2 % (с 73,4 % до 64,2 %), в Херсонской области — на 8,0 % (с 75,7 % до 67,7 %).

### В независимой Украине
Украинский политолог Владимир Фесенко в 1998 году отмечал, что «русскоязычный пояс Украины имеет сразу четыре региональных центров влияния — Днепропетровск, Донецк, Харьков и Одесса — между которыми не только нет достаточного взаимопонимания и взаимодействия, но зачастую идёт острая конкурентная борьба… Старые и новые политики Украины, представляющие её русскоязычные регионы, успешно изучили (или изучают) украинский язык, приспосабливаются к украинским этническим ценностям и символам, заодно приспосабливая и используя их в своих утилитарных целях. При этом они не забывают играть на этнических стереотипах и предубеждениях своих русскоязычных избирателей».
|                                                       |  | |  | |  |
| Результаты парламентских выборов на Украине 2002 года |  | Результаты второго тура президентских выборов на Украине 2004 года. Области юго-востока Украины, в которых большинство голосов набрал Виктор Янукович, отмечены синим |  | Результаты второго тура президентских выборов на Украине 2010 года. Практически во всех районах и горсоветах южных и восточных областей Украины, кроме Нововоронцовского района Херсонской области, победил Виктор Янукович |  |

Во время и после оранжевой революции в Северодонецке прошли 1-й (2004 год) и 2-й (2008 год) всеукраинские съезды депутатов всех уровней, на которых рассматривались вопросы о федерализации Украины, а также о возможности создания Юго-Восточной Украинской Автономной Республики со столицей в Харькове. В ноябре 2004 года Донецкий областной совет постановил провести 9 января 2005 года в области референдум об объявлении в отношении Донецкой области особого, самостоятельного от Украины статуса, при котором губернатор области будет подчиняться не государственным украинским властям, а областному совету, а также о внесении руководству страны предложений о федерализации Украины, однако в декабре это решение было им же отменено и идея создания Юго-Восточной Украинской АР, так же, как и идея о федерализации Украины, практического продолжения не получила.
В целом во всех юго-восточных областях большинство голосов (от 51 % до 93 %) на президентских выборах в 2004 году получил Виктор Янукович (в каждом из трёх туров), а на парламентских выборах 2006 года — оппозиционные на тот момент «антиоранжевые» политические силы: Партия регионов, КПУ (в сумме с не прошедшими в парламент оппозиционными блоками — «Не так!», Блок Витренко — от 50 % до 84 % в каждой из областей). На выборах президента Украины 2010 года Виктор Янукович также победил во всех юго-восточных областях Украины и тогда президент Украины впервые был избран электоратом не большинства регионов страны, а только юго-востока с его самыми густонаселёнными территориями.

#### С 2014 года
В статье «Юго-Востока больше нет», опубликованной в интернет-издании «Украинская правда» в апреле 2014 года, аналитик Александр Демченко высказал мнение, что Евромайдан окончательно разбил политический монолит юго-востока и теперь целесообразно говорить отдельно о южной и восточной Украине, которые имеют разные взгляды на политическую ситуацию в стране.
По результатам парламентских выборов 2019 года партия «Слуга народа» заняла первое место по количеству голосов в Днепропетровской (56,70 %), Николаевской (52,18 %), Херсонской (49,71 %), Запорожской (48,39 %), Одесской (47,03 %) и Харьковской (42,72 %) областях. В то же время пророссийская партия «Оппозиционная платформа — За жизнь» заняла первое место в свободных на тот момент от российской оккупации частях Луганской (49,83 %) и Донецкой (43,41 %) областей.

## Население

### Численность населения
Совокупная численность населения Запорожской, Николаевской, Одесской, Херсонской, Днепропетровской, Харьковской областей на 2018 год, по данным украинской службы госстатистики, составляет 12 126 082 человек, что составляет около 30 % населения всей Украины. Население Донецкой и Луганской областей, по состоянию на 2014 год, составляло 4 320 821 (сентябрь) и 2 237 897 (февраль) человек соответственно.
Самым большим по населению регионом Украины является Донецкая область (4,8 млн чел. по переписи 2001 года, 10,0 % от всего населения Украины).

### Урбанизация
Юго-восток — самый урбанизированный макрорегион Украины, в нём расположены восемь из десяти крупнейших городов страны — Харьков, Одесса, Днепр, Донецк, Запорожье, Кривой Рог, Николаев и Мариуполь. Только в Херсонской области в городской местности проживало менее 67 % населения.
Самая низкая плотность населения внутри макрорегиона — в Херсонской области, а самая высокая (по Украине) — в её наиболее урбанизированных областях — Донецкой, Днепропетровской, Луганской.
На юго-востоке Украины городское население преобладает над сельским, что контрастирует с урбанизированностью запада страны, в пяти из восьми областей которого (Ровненской, Тернопольской, Ивано-Франковской, Черновицкой и Закарпатской) преобладает сельское население.

### Этническая и языковая принадлежность
Вследствие проводимой во времена СССР русификации Украины доля украиноязычных в населении Украинской ССР значительно уменьшилась, а доля русскоязычных — возросла. Доля считающих украинский язык родным в населении между 1959 и 1989 гг. сократилась с 73,0 % до 64,7 %. Особенно заметным было сокращение доли считающих украинский язык родным в южных и восточных областях: в Луганской области — на 15,6 % (с 50,5 % до 34,9 %), в Донецкой области — на 13,8 % (с 44,4 % до 30,6 %), в Запорожской области — на 11,7 % (с 61,0 % до 49,3 %), в Харьковской области — на 10,7 % (с 61,2 % до 50,5 %), в Днепропетровской области — на 10,6 % (с 72,1 % до 61,5 %), в Николаевской области — на 9,2 % (с 73,4 % до 64,2 %), в Херсонской области — на 8,0 % (с 75,7 % до 67,7 %).
В настоящее время юго-восток Украины — это макрорегион страны с наибольшей долей русскоязычного населения. В центральной, южной и восточной частях Украины распространены говоры юго-восточного наречия украинского языка. Ареал среднеподнепровских говоров занимает территорию центральной Украины в среднем течении Днепра — Черкасскую и Полтавскую области, южную часть Киевской области, юго-западную часть Сумской области, северные части Кировоградской и Днепропетровской области. Слобожанские говоры распространены на территории Слободской Украины — в Харьковской области, на юго-востоке Сумской области и в северной части Луганской области. Степные говоры занимают значительные по охвату территории южных (степных) областей Украины — южную часть Кировоградской области, большую часть Днепропетровской области (исключая её северные районы), Донецкую область, южную часть Луганской области, большую часть Николаевской области (исключая её северо-западные районы), южную часть Одесской области, Крым, Запорожскую и Херсонскую области.
Народы Юго-востока Украины, имеющих минимум в одном регионе более 5 % от населения региона (перепись 2001 г.):
| регион                   | украинцы | русские | молдаване | крымские татары | болгары |
| ------------------------ | -------- | ------- | --------- | --------------- | ------- |
| АР Крым                  | 24,32 %  | 58,32 % | 0,19 %    | 12,03 %         | 0,09 %  |
| г. Севастополь           | 22,38 %  | 71,58 % | 0,21 %    | 0,49 %          | 0,11 %  |
| Днепропетровская область | 79,35 %  | 17,62 % | 0,12 %    | 0,00 %          | 0,06 %  |
| Донецкая область         | 56,87 %  | 38,22 % | 0,15 %    | 0,00 %          | 0,10 %  |
| Запорожская область      | 70,80 %  | 24,74 % | 0,13 %    | 0,03 %          | 1,44 %  |
| Луганская область        | 57,96 %  | 39,05 % | 0,13 %    | 0,00 %          | 0,06 %  |
| Николаевская область     | 81,91 %  | 14,06 % | 1,04 %    | 0,00 %          | 0,44 %  |
| Одесская область         | 62,81 %  | 20,71 % | 5,04 %    | 0,00 %          | 6,14 %  |
| Харьковская область      | 70,75 %  | 25,62 % | 0,09 %    | 0,00 %          | 0,04 %  |
| Херсонская область       | 82,00 %  | 14,09 % | 0,36 %    | 0,18 %          | 0,09 %  |

Родные языки населения регионов Украины в % (перепись 2001 г.):
| регион                   | украинский язык | русский язык | другой язык                                                           |
| ------------------------ | --------------- | ------------ | --------------------------------------------------------------------- |
| АР Крым                  | 10,1            | 77,0         | крымскотатарский язык — 11,4 %; татарский язык — 0,4 %                |
| Днепропетровская область | 66,9            | 32,0         |                                                                       |
| Донецкая область         | 24,1            | 74,9         |                                                                       |
| Запорожская область      | 50,2            | 48,2         | болгарский язык — 0,5 %                                               |
| Луганская область        | 30,0            | 68,8         |                                                                       |
| Николаевская область     | 69,2            | 29,3         | молдавский язык — 0,6 %                                               |
| Одесская область         | 46,3            | 41,9         | болгарский язык — 4,8; молдавский язык — 3,7; гагаузский язык — 0,9 % |
| Харьковская область      | 53,8            | 44,3         |                                                                       |
| Херсонская область       | 73,2            | 24,9         | татарский язык — 0,3; турецкий язык — 0,3; армянский язык — 0,3 %     |
| Севастополь              | 6,8             | 90,6         | татарский язык — 0,4 %                                                |

Согласно опросу 2007 года, население юго-восточных регионов реже, чем в среднем по стране, выбирали украинскую культурную традицию (39 %, в среднем по Украине — 60 %) и чаще советскую (34 %, по Украине — 23 %) и русскую (27 %, в среднем по стране — 16 %).
Анализ этого опроса показал, что «курс на вытеснение русской культуры… для жителей юго-восточных областей — это наиболее распространённая причина негативного отношения к культурной политике государства» (39 % населения Юго-Востока негативно оценивает культурную политику украинских властей по этой причине).
В сельской местности преимущественно говорят на украинском языке, в больших городах, где русификация проходила более динамично — преимущественно на русском.
На юго-востоке исторически были распространены степные и слобожанские говоры украинского языка. Однако, по данным Киевского международного института социологии (данные 1991—2003 гг.), количество носителей суржика в южных и восточных регионах на тот момент значительно превышало долю украиноязычного населения (на юге говорили на суржике 12,4 %, на украинском — 5,2 %, на востоке Украины использовали суржик 9,6 %, а украинский — 3,7 %).
Кроме того, по данным 2005 года, на юго-востоке преобладали русскоязычные печатные СМИ. Так, например, в Донецкой области на 27 областных русскоязычных газеты и 33 городских русскоязычных издания приходилось 3 областные и 3 городские украиноязычные газеты, которые к тому же дотировались государством. В то же время на западе Украины почти 100 % информационного пространства на телевидении и радио и значительную часть рынка прессы занимали украиноязычные СМИ.
В 2012 году Верховная рада и фракция Партии регионов в частности голосовали за (см. Закон Украины «Об основах государственной языковой политики») придание русскому языку статуса регионального (в пределах регионов региональный язык мог использоваться в законодательно установленных сферах наравне с государственным украинским языком) в юго-восточных украинских регионах Одесской, Донецкой, Запорожской, Луганской, Херсонской, Харьковской, Николаевской, Днепропетровской областях и в городе Севастополе.
В СМИ предупреждали о возможности развития в государстве «белорусской языковой ситуации»: упадка украинского языка и русификации Украины из-за принятого закона. Также украинские СМИ тогда отмечали, что становится всё более возможен раскол Украины по языковому принципу.
По данным исследования Киевского международного института социологии, проведённого 8—16 апреля 2014 года во всех юго-восточных регионах Украины, кроме АР Крым и города Севастополя, с утверждением о том, что «Россия справедливо защищает интересы русскоязычных граждан на юго-востоке» не согласилось абсолютное большинство респондентов из Николаевской (71,5 %), Днепропетровской (65,6 %), Херсонской (61,1 %), Запорожской (53,3 %), Харьковской (53,0 %) и Одесской (52,3 %) областей, а также меньшинство в Донецкой (33,4 %) и Луганской (31,8 %) областях. Согласились с утверждением относительное большинство респондентов из Донецкой (47,0 %) и Луганской (44,2 %) областей, а также меньшинство в Харьковской (36,6 %), Одесской (30,6 %), Херсонской (23,5 %), Днепропетровской (21,0 %), Запорожской (19,5 %) и Николаевской (14,6 %) областях. В то же время абсолютное большинство опрошенных из всех регионов не согласились как с утверждением о том, что в Украине ущемляются права русскоязычного населения, так и с утверждением о том, что в их регионах ущемляются права украиноязычного населения.
С 2014 года захваченный Россией Крым и оккупированные части Донецкой и Луганской областей подвергаются русификации.
28 февраля 2018 года закон «Об основах государственной языковой политики» признан неконституционным и утратил силу.
По данным опроса, проведённого Социологической группой «Рейтинг» с 16 ноября по 10 декабря 2018 года в рамках проекта «Портрети Регіонів», юго-восточные регионы не были едины в своём видении языковой политики Украины. Так, желание сохранить «языковой статус-кво» — украинский язык единственным государственным без какой-либо «официализации» русского — разделяло абсолютное большинство респондентов в Херсонской (65 %), Николаевской (60 %) и Днепропетровской (52 %) областях, относительное большинство (43 %) респондентов в Запорожской области. В то же время поддержка предоставления русскому языку статуса второго государственного относительно преобладала в Одесской (41 %) и Харьковской (37 %) областях, а также в свободных на тот момент от российской оккупации частях Луганской (39 %) и Донецкой (37 %) областей.
25 апреля 2019 года Верховная рада Украины приняла закон «Об обеспечении функционирования украинского языка как государственного», которым украинский язык утверждён как единственный государственный, а его обязательность и превалирование закреплены в череде сфер общественной жизни, в частности — в сфере услуг.
Вторжение России в Украину в 2022 году спровоцировало значительные изменения в восприятии украинским обществом языкового вопроса: значительная часть в прошлом русскоязычного населения перешла на украинский язык, а поддержка идеи о предоставлении русскому языку официального статуса во всей стране или в отдельных её областях достигла самых низких показателей с момента обретения Украиной независимости.
По данным опроса, проведённого Социологической группой «Рейтинг» 19 марта 2022 года, 76 % респондентов на юге и 63 % респондентов на востоке выступили за то, чтобы украинский был единственным государственным языком Украины. Предоставление русскому языку официального статуса в отдельных регионах с сохранением статуса украинского как единственного государственного поддерживали 9 % на юге и 13 % на востоке, предоставление русскому статуса второго государственного — 13 % на юге и 19 % на востоке. Украинский язык родным считали 61 % на юге и 42 % на востоке, русский — 32 % на юге и 49 % на востоке. На юге исключительно на украинском дома разговаривали 20 %, исключительно на русском — 33 %, на двух языках — 46 %. На востоке исключительно на украинском дома разговаривали 8 %, исключительно на русском — 44 %, на двух языках — 47 %. 75 % респондентов на юге и 69 % респондентов на востоке считали, что нет никаких проблем между украиноязычными и русскоязычными гражданами Украины.
В то же время Россия проводит политику русификации оккупированных ею территорий Украины — в школах преподают только на русском языке даже в полностью украиноязычных населённых пунктах. Украинские учебники оказались под запретом, а желающие учиться на украинском вынуждены делать это втайне от оккупационных властей. Русификации также подвергаются депортированные в Россию украинские дети.
По данным исследования Центра контент-анализа, проведённого в период с 15 августа по 15 сентября 2024 года, темой которого стало соотношение украинского и русского языков в украинском сегменте Интернета, украинский преобладает среди пользователей соцсетей в Днепропетровской (65,0 %), Николаевской (63,8 %), Харьковской (60,3 %), Херсонской (55,7 %) и Запорожской (53,0 %) областях, тогда как русский — в Автономной Республике Крым (98,8 %), городе Севастополь (97,2 %), Луганской (96,3 %), Донецкой (91,5 %) и Одесской (56,6 %) областях.

## Политические пристрастия
После начала российского военного вторжения в 2022 году высказывались предположения, что основной удар по пророссийским силам нанесла российская власть через активные боевые действия и разрушения в лояльных к ней регионах. Политическое будущее региона обозреватель Международного фонда Карнеги Константин Скоркин видел в имевшей хорошие позиции Слуге Народа и новых региональных лидерах.

## Площадь регионов
Наибольшей среди регионов макрорегиона по площади, по данным Украинского госстата, является Одесская область (33,3 тыс. км²), за ней — Днепропетровская область (31,9), Харьковская область (31,4), Херсонская область (28,5), Запорожская (27,2), Луганская (26,7), Донецкая (26,5), Автономная Республика Крым (26,1), Николаевская область (24,6), город Севастополь (0,9). Суммарно площадь юго-восточных регионов страны составляет 257,1 тыс. км².

## Экономика
На юго-востоке и Украине в целом экономические условия 1990-х годов оказались относительно благоприятными для Донецкой, Днепропетровской, Запорожской и Луганской областей, в которых развиты базовые отрасли экономики. В 2001 году лидерами по экспорту продукции за рубеж также были Донецкая, Днепропетровская и Запорожская области.
На юго-востоке Украины находятся многие крупные предприятия: «Донецкуголь» (крупнейшее предприятие угледобывающей промышленности); АрселорМиттал Кривой Рог, Донецкий металлургический комбинат, «Азовсталь» (уничтожена в 2022), Алчевский металлургический комбинат и металлургический комбинат им. Ильича (закрыт в 2022), Днепропетровский металлургический завод (чёрная металлургия); Завод имени Малышева, «Топаз» (военная промышленность); Южный машиностроительный завод, Хартрон, РАДМИР (ракетно-космическая отрасль); Харьковский авиационный завод и Мотор Сич (авиастроение); Луганский завод имени Октябрьской революции (тепловозостроение); Черноморский судостроительный завод, судостроительный завод «Океан», Херсонский судостроительный завод, Харьковский тракторный завод, нефтеперерабатывающие заводы в Лисичанске, Одессе, Херсоне, Бердянске, Южноукраинская атомная электростанция; ДнепроГЭС и Каховская ГЭС (гидроэлектроэнергетика; уничтожена в 2023); Счастьинская ТЭЦ; морские порты Одесса, Бердянск, Мариуполь.
Уровень доходов населения в начале 2007 года был выше среднего по стране в Днепропетровской, Донецкой и Запорожской областях (которые вместе с Киевом являются лидерами по этому показателю), одни из самых низких доходов — у жителей Херсонской области. Ту же тенденцию иллюстрировали и данные за 2001 год.
Как указывает Элла Задорожнюк (Институт славяноведения РАН): 

В целом, это доминирующий в плане людских ресурсов и промышленного потенциала регион, без которого хозяйственно-экономическая жизнь Украины как крупного европейского государства непредставима. В то же время это регион с наибольшей долей русскоязычного населения.— 
Экспорт украинских товаров в Россию составлял в начале 2010-х годов до 35 миллиардов долларов (2010). В 2012 году экспорт с Украины в Россию упал уже до 23 миллиардов, а в 2013 году — до 19 миллиардов долларов. Поставки на европейские рынки при этом не выросли, а по ряду направлений упали. В Евросоюзе были введены квоты, ограничивающие поставки украинских товаров — например, ЕС определил квоту на украинскую цельномолочную продукцию на уровне 8 тыс. тонн в год с увеличением до 10 тысяч тонн в год. На сухое молоко квота установлена на уровне 1,5 тыс. тонн в год с увеличением до 2 тысяч тонн в год.
В Донецком и Луганском регионе, включая контролируемую властями ДНР и ЛНР территорию, вместе живёт около 6,5 миллиона человек (15 % от населения Украины). До начала боевых действий Донецкая и Луганская область давали около 25 % промышленного производства Украины. Экспорт республик в прошлом году составил 16,6 миллиарда долларов, импорт 7,7 миллиарда. Суммарный профицит торгового баланса — 8,9 миллиарда долларов.
Экспорт украинских товаров в 2013 году составил 68,2 миллиарда долларов. Импорт — 80,6 миллиарда долларов. Дефицит торгового баланса за 2013 год составил 12,4 миллиарда долларов.
- Экономика, крупные предприятия
- Днепрогэс, Запорожье
- Азовсталь, Мариуполь (уничтожена рос. армией в 2022)
- Одесский морской порт

### Комментарии
1. ↑  Крым, а также часть Запорожской, Херсонской, Донецкой и Луганской областей оккупированы и аннексированы Россией соответственно в 2014 и 2022 годах.